# Georg Otto (Grafiker)
George Eugéne Otto, signierte stets als G. Otto, (* 6. September 1868 in Paris; † 17. Mai 1939 in Berlin) war ein deutscher Grafiker und Heraldiker.

## Leben
Georg Otto war ein Sohn des Hofgraveurs R. Otto, der sein Geschäft Unter den Linden 40 hatte. Er begann im väterlichen Geschäft als Graveur und später als Maler und Zeichner. In dieser Zeit schuf er zahlreiche Akt- und Landschaftsstudien. Er studierte in Dresden bei einem Freund seines Vaters, dem Bildhauer Nentsch. Zwischen 1884 und 1887 war er in Berlin Schüler des Malers Johannes Bochenek. Zwischen 1887 und 1889 nahm er Unterricht bei Max Koch, und zwischen 1889 und 1891 studierte er bei Emil Doepler.
Als Schüler von Doepler schuf Otto hauptsächlich Exlibris. Bis 1901 hatte er bereits 110 Exlibris gezeichnet. Dabei bevorzugte er eine heraldische Formensprache, nutzte aber auch nichtheraldische Darstellungen wie Porträts und  Landschaften oder eine Kombination von beiden. Er wirkte u. a. am Deutschen Geschlechterbuch mit und arbeitete hier mit weiteren bekannten Künstlern und Heraldikern, wie Ad. M. Hildebrandt.

## Exlibris (Auswahl)
- Kaiserin Auguste Viktoria, 1893
- Otto Haak, Kremsmünster, 1893[4]
- Otto Haak, Berlin 1898[5]
- Joachim von Levetzow-Sielbeck (1899)
- Otto Haak, 1903[6]
- Caroline Gräfin von Arnim, 1901[7]
- Kronprinz Wilhelm von Preußen, 1903[8]
- Ernst Baron Campenhausen, Loddiger, 1905[9]
- Irmaos da verdade, Rio de Janeiro
- Oskar Lessing, Berlin
- H. von Eckardt, Konstantinopel
- Deutscher Graveur-Verein, Berlin
- Oberleutnant Kurd Warnecke, Berlin
- Harry de Forest-Smith, Gardiner
- Otto Boas, Berlin
- Erich Schmidt, Berlin
- von Transehe, Neuschwanenburg
- Max von Wedel, Berlin
- Freiherr von Korff, Preekuln
- Unteroffiziersschule der Kaiserlichen Marine, Kiel
- Albert Freiherr von Ohlendorff
- Adolf von Brüning[10]
- von dem Borne, Berneuchen[11]
- Dr. G. Holste[12]
- von Bülow, Goldenbow (1916)

## Schriften
- Zwanzig Bücherzeichen. Mit einem Vorwort von Friedrich Warnecke, Berlin: Stargardt 1894 (Digitalisat)